# Notre-Dame-de-Riez
Notre-Dame-de-Riez és un municipi francès situat al departament de Vendée i a la regió de País del Loira. L'any 2007 tenia 1.805 habitants.

## Demografia

### Població
El 2007 la població de fet de Notre-Dame-de-Riez era de 1.805 persones. Hi havia 709 famílies de les quals 154 eren unipersonals (71 homes vivint sols i 83 dones vivint soles), 251 parelles sense fills, 263 parelles amb fills i 41 famílies monoparentals amb fills.
La població ha evolucionat segons el següent gràfic:
Habitants censats

### Habitatges
El 2007 hi havia 982 habitatges, 725 eren l'habitatge principal de la família, 181 eren segones residències i 76 estaven desocupats. 950 eren cases i 32 eren apartaments. Dels 725 habitatges principals, 560 estaven ocupats pels seus propietaris, 149 estaven llogats i ocupats pels llogaters i 16 estaven cedits a títol gratuït; 3 tenien una cambra, 23 en tenien dues, 162 en tenien tres, 263 en tenien quatre i 274 en tenien cinc o més. 638 habitatges disposaven pel capbaix d'una plaça de pàrquing. A 322 habitatges hi havia un automòbil i a 376 n'hi havia dos o més.

### Piràmide de població
La piràmide de població per edats i sexe el 2009 era:
| Homes | Edats   | Dones |
| ----- | ------- | ----- |
| 0     | 95 o +  | 0     |
| 0     | 90 a 94 | 0     |
| 4     | 85 a 89 | 8     |
| 8     | 80 a 84 | 8     |
| 28    | 75 a 79 | 24    |
| 28    | 70 a 74 | 32    |
| 28    | 65 a 69 | 24    |
| 52    | 60 a 64 | 36    |
| 20    | 55 a 59 | 24    |
| 24    | 50 a 54 | 40    |
| 32    | 45 a 49 | 20    |
| 56    | 40 a 44 | 32    |
| 72    | 35 a 39 | 72    |
| 44    | 30 a 34 | 48    |
| 44    | 25 a 29 | 60    |
| 32    | 20 a 24 | 20    |
| 32    | 15 a 19 | 20    |
| 48    | 10 a 14 | 40    |
| 40    | 5 a 9   | 64    |
| 36    | 0 a 4   | 28    |

## Economia
El 2007 la població en edat de treballar era de 1.133 persones, 850 eren actives i 283 eren inactives. De les 850 persones actives 772 estaven ocupades (429 homes i 343 dones) i 79 estaven aturades (35 homes i 44 dones). De les 283 persones inactives 137 estaven jubilades, 78 estaven estudiant i 68 estaven classificades com a «altres inactius».

### Ingressos
El 2009 a Notre-Dame-de-Riez hi havia 766 unitats fiscals que integraven 1.916,5 persones, la mediana anual d'ingressos fiscals per persona era de 17.527 €.

### Activitats econòmiques
Dels 72  establiments que hi havia el 2007, 1 era d'una empresa extractiva, 3 d'empreses alimentàries, 1 d'una empresa de fabricació d'altres productes industrials, 22 d'empreses de construcció, 9 d'empreses de comerç i reparació d'automòbils, 2 d'empreses de transport, 6 d'empreses d'hostatgeria i restauració, 1 d'una empresa financera, 5 d'empreses immobiliàries, 6 d'empreses de serveis, 8 d'entitats de l'administració pública i 8 d'empreses classificades com a «altres activitats de serveis».
Dels 27 establiments de servei als particulars que hi havia el 2009, 1 era un taller de reparació d'automòbils i de material agrícola, 6 paletes, 5 guixaires pintors, 1 fusteria, 3 lampisteries, 4 electricistes, 4 perruqueries, 1 agència de treball temporal, 1 restaurant i 1 agència immobiliària.
Dels 5 establiments comercials que hi havia el 2009, 1 era una botiga de més de 120 m², 1 una fleca, 1 una carnisseria, 1 una peixateria i 1 una floristeria.
L'any 2000 a Notre-Dame-de-Riez hi havia 25 explotacions agrícoles que ocupaven un total de 884 hectàrees.

## Equipaments sanitaris i escolars
L'únic equipament sanitari que hi havia el 2009 era una ambulància.
El 2009 hi havia una escola elemental.

## Poblacions més properes
El següent diagrama mostra les poblacions més properes.